# Bermonville
Bermonville is een dorp en voormalige gemeente in de Franse gemeente Terres-de-Caux in het departement Seine-Maritime in de regio Normandië. De voormalige gemeente telt 483 inwoners (2014). De plaats maakt deel uit van het arrondissement Le Havre.

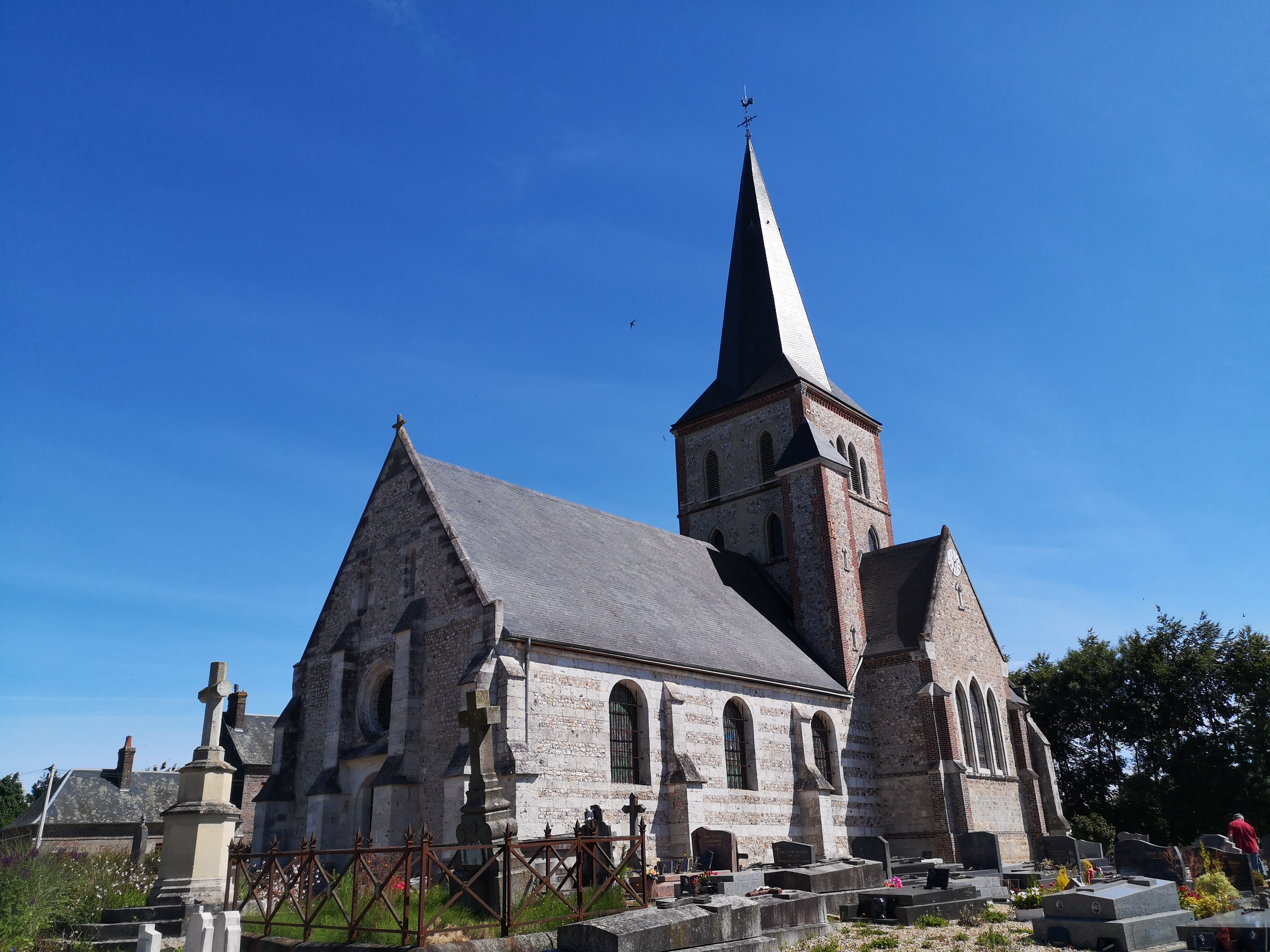
Église Notre-Dame-de-la-Nativité

## Geschiedenis
Oude vermeldingen van de plaats gaan terug tot de eerste helft van de 13de eeuw als Bermonvilla. De 18de-eeuwse Cassinikaart toont hier de parochie als Bermonville.
Op het eind van het ancien régime eind 18de eeuw, toen de gemeenten werden gecreëerd, werd Bermonville een gemeente.
De gemeente maakte deel uit van het kanton Fauville-en-Caux tot dit op 22 maart 2015 werd opgeheven en de gemeenten werden opgenomen in het kanton Saint-Valery-en-Caux.
Op 1 januari 2017 fuseerde Bermonville met Auzouville-Auberbosc, Bennetot, Fauville-en-Caux, Ricarville, Saint-Pierre-Lavis en Sainte-Marguerite-sur-Fauville tot de commune nouvelle Terres-de-Caux.

## Geografie
De oppervlakte van Bermonville bedraagt 4,58 km², de bevolkingsdichtheid is 39 inwoners per km².
Naast het dorpscentrum liggen in de Bermonville nog een aantal gehuchten, waaronder La Londe en Le Bout Joyeux.
De onderstaande kaart toont de ligging van Bermonville met de belangrijkste infrastructuur en aangrenzende gemeenten.

## Bezienswaardigheden
- De Église Notre-Dame-de-la-Nativité

## Demografie
Onderstaande figuur toont het verloop van het inwonertal.

## Verkeer en vervoer
Door het zuiden van Bermonville loopt de autosnelweg A29/E44, die hier een op- en afrit heeft.
Door Bermonville loopt de grote weg die de snelweg verbindt met Fécamp.
Deelgemeenten: Auzouville-Auberbosc · Bennetot · Bermonville · Fauville-en-Caux · Ricarville · Sainte-Marguerite-sur-Fauville · Saint-Pierre-Lavis

Overige plaatsen: Auberbosc · Le Beau Soleil · Le Boos · Le Bout Joyeux · La Chaussée de Saint-Pierre · Joyeux (Auzouville-Auberbosc · La Londe · Roncherolles